# Palazzo di Brera
A Palazzo di Brera egy 17. századi milánói palota, amely a világhírű Brera-képtárnak (Pinacoteca di Brera) és a Brera Akadémia művészeti főiskolának az otthona.

## Története
A 12. században a kolduló barátok rendje gyapjúszövéssel foglalkozott, s ezen az akkor még lakatlan területen (Braida jelentése füves tér) házat épített, innen származik a Brera név. A székház mellett 1472-ben épült fel a Santa Maria di Brera-templom, melyet Borromei Szent Károly a jezsuitáknak adományozott. A ma is látható palotát 1651-ben kezdte el építeni Francesco Maria Richini, majd fia Gio Domenico Rossone közreműködésével folytatta. 1773-ban a jezsuiták rendjét felszámolták ugyan, de az épületet Giuseppe Piermarini tervei alapján kibővítették. 1776-ban Mária Terézia a palotát a Szépművészeti Akadémia székhelyévé tette, amelynek része volt a képtár. Utóbbit 1809-ben nyitották meg a nagyközönség előtt. A 19. században a palota melletti templomot lebontották, helyén ma egy bronzszobor áll, amely Francesco Hayezt, az akadémia egyik igazgatóját ábrázolja (1890-ben alkotta meg Francesco Barzaghi). A palota közepén egy tágas udvar áll, amelyet a földszinten és az emeleten is páros oszlopokon nyugvó boltívek sora fog körül. A loggiában tudósok, írók és képzőművészek szobrai láthatók.

## A képtár

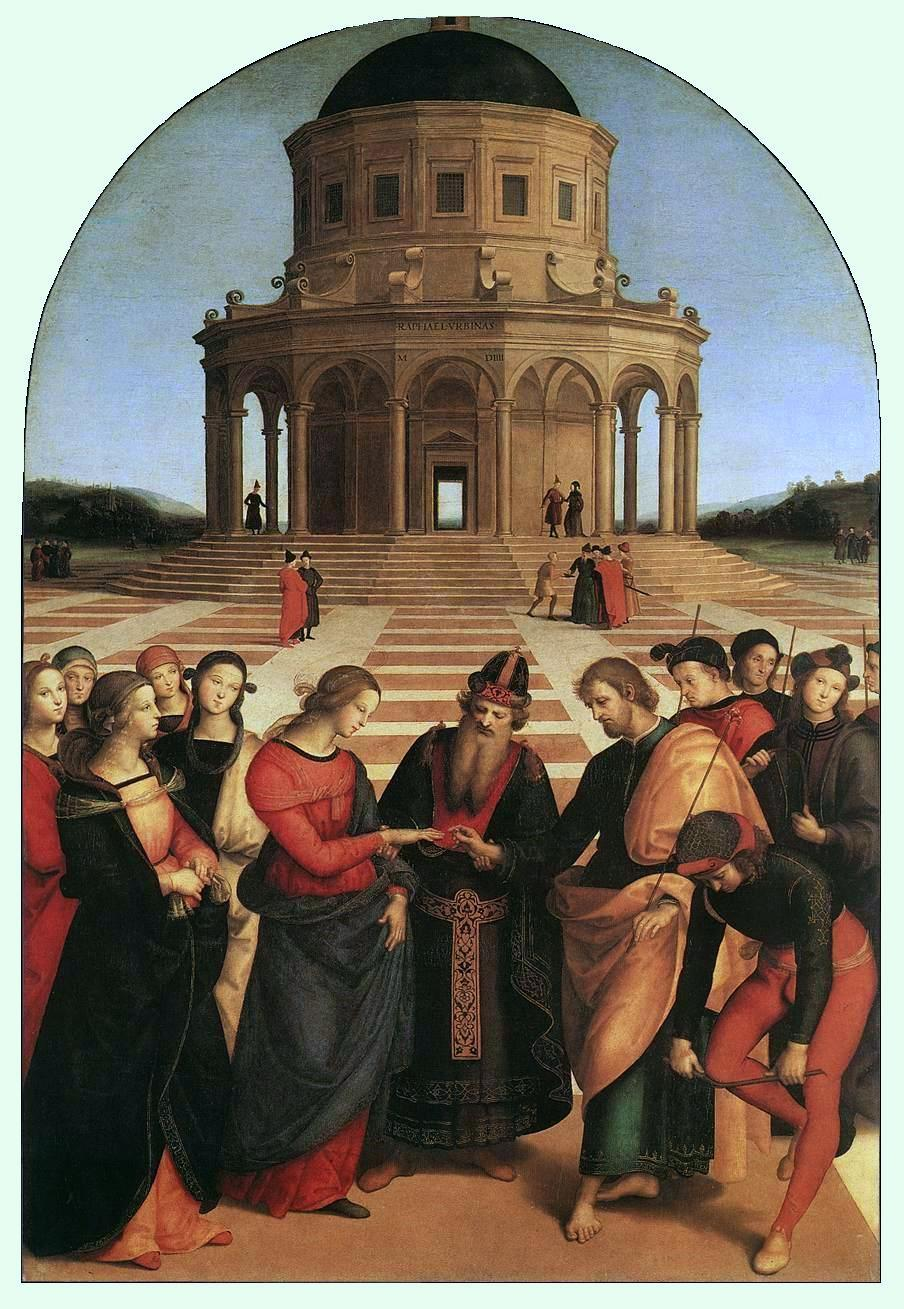
Raffaello: Mária eljegyzése

A Brera-képtár egyike Olaszország legjelentősebb gyűjteményeinek, több mint 500 festményt mutat be a 14–19. század közötti időszakból. A képtár anyagait Carlo Bianconi és Giuseppe Bossi gyűjtötték össze a 18. század elején, amikor az akadémia élén álltak. Jelentősebb műalkotások:
Bellini: Szent Márk igehirdetése egy alexandriai téren, Krisztus sírbatétele és Pietà
da Bologna: Madonna
Boltraffio: Két hódoló
Bordone: Velencei szerelmesek és a Szent család
Borgognone: A Szentek
Bramantino: Mária és a gyermek Jézus Szent Mártonnal és a koldussal és Szent család
ifj. Jan van Brueghel: Barlangtemplom
id. Jan van Brueghel: Falu
Canaletto: Canal Grande
Caravaggio: Az emmausi lakoma
Correggio: A Háromkirályok imádása és Krisztus születése
Crespi: Utolsó vacsora és Madonna Szent Ferenccel és Borromeo Szent Károllyal
El Greco: Meditáló Szent Ferenc
Guercino: Agár megtagadása
Lorenzetti: Mária a gyermek Jézussal
Lotto: Nemesember
Mantegna: Mária a kerubokkal
Moretto da Brescia: Madonna a gyermekkel és Madonna a rózsalugasban
Moroni: A. Navagero portréja
Palma Giovane: Idős férfi portréja
Pordenone: Gyümölcsoltó Boldogasszony
de Predis: Ifjú ember
Procaccini: Madonna és Szent Katalin házassága
Raffaello: Mária eljegyzése
Rembrandt: A nővér portréja
Rubens: Utolsó vacsora
Tiepolo: Szent Antal megkísértése és Madonna a Karmeliták hegyén
Tintoretto: Szent Márk megjelenése a velenceiek előtt
Tiziano: Szent Jeromos és Porcia gróf portréja
Van Dyck: Amilia di Solms hercegnő portréja
da Verona: A Három-királyok imádása
Veronese: Szent Antal Szent Corneliussal és Szent Cipriánnal és Krisztus megkeresztelése
Vivarini: Krisztus sírbatétele

## A könyvtár
A Brera Múzeum könyvtára (Biblioteca Nazionale Braidense) az épület hátsó részét foglalja el és az egykori jezsuita gyűjteményt tartalmazza, amely számos újabb könyvvel bővült a későbbi századokban. Több mint 800 000 kötetet, 274 000 röpiratot, 1600 kódexet és kb. 2600 ősnyomtatványt tartalmaz.

## Az obszervatórium
1760-ban alapították. Arról nevezetes, hogy a 19. században Giovanni Schiaparelli innen állapította meg a hulló csillagok törvényszerűségeit, és fedezte fel az úgynevezett Mars-csatornákat.